# Laredo Ranchettes
Laredo Ranchettes és una concentració de població designada pel cens dels Estats Units a l'estat de Texas. Segons el cens del 2000 tenia 1.845 habitants, tenia 1.845 habitants, 463 habitatges, i 405 famílies. La densitat de població era de 29,6 habitants/km².